# Dolby Stereo

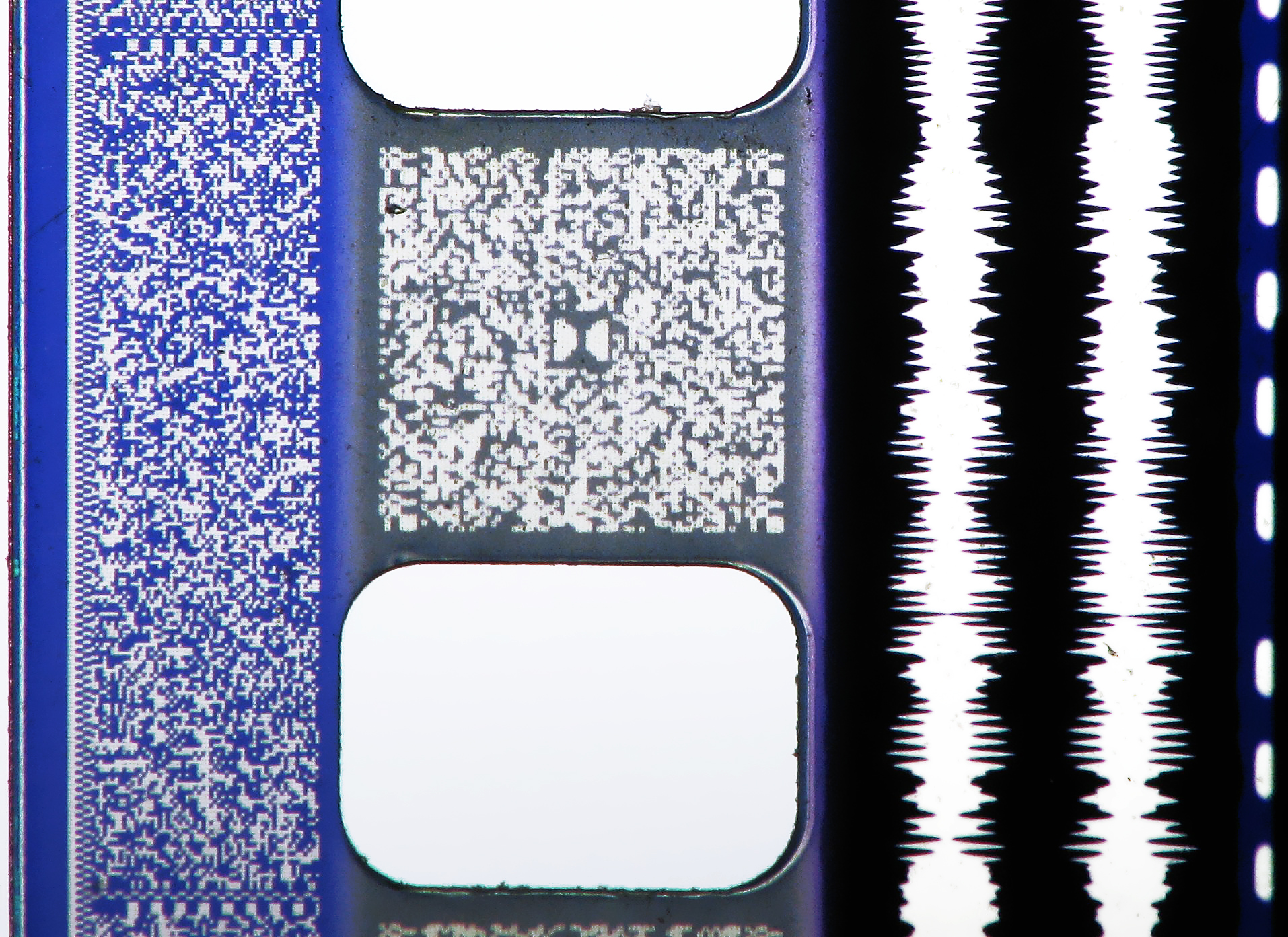
Verschiedene Tonformate auf einem 35-mm-Film. Die beiden analogen Dolby-Tonspuren sind in der rechten Bildhälfte gut zu erkennen.

Dolby Stereo ist ein 1975 von der Firma Dolby eingeführtes analoges Vierkanal-Lichttonformat für Kinofilme. Der erste mit diesem Tonstandard veröffentlichte Film war A Star Is Born.
In Zeiten analoger Filmwiedergabe enthielt jeder hergestellte Kinofilm, unabhängig von den digitalen Tonspuren, eine analoge Lichttonspur, wobei die Tonspur nicht nur in Stereo, sondern auch mit Rauschunterdrückung nach den Kompandersystemen Dolby SR, bei älteren Kopien auch Dolby A vorlag. (Es ist klar zu trennen zwischen dem Stereo-Verfahren und dem Rauschunterdrückungsverfahren, nachdem auch reine Mono-Tonspuren mittels des Dolby SR rauschunterdrückt sein können.) In dieser – eigentlich zweispurigen – Tonspur sind vier Kanäle (Links, Mitte, Rechts, Raumklang – „Surround“) matriziert, die bei der Wiedergabe der Filmkopie auf dem Projektor durch ein Lichttongerät abgetastet und vom Tonprozessor dematriziert werden. Der Prozessor verarbeitet – durch Addition, Subtraktion und Phasenverschiebung der Signale – diese zwei Tonspuren so, dass jene Toninformationen, die lediglich in der linken oder rechten Tonspur vorkommen, links beziehungsweise rechts wiedergegeben werden, und solche, die in beiden zu gleichen Teilen vorkommen, in die Mitte gelegt und links und rechts ausgeblendet werden. Gleiche Toninformationen, die in der linken Tonspur zeitversetzt zur rechten auftreten, werden in den Bühnenkanälen ausgeblendet und in den Raumklang-Kanal gelegt. Anteilig vorkommende Toninformationen werden entsprechend zwischen den betreffenden Kanälen aufgeteilt. Bei Lichttonspuren aller Art herrscht jedenfalls Abwärtskompatibilität, daher kann (z. B. bei Störungen) eine SR-Tonspur auch mit Geräten wiedergegeben werden, welche die Rauschunterdrückung lediglich nach Dolby-A oder gar nicht durchführen, ebenso wie auch auf das De-Matrixing verzichtet werden kann, wobei dann nur der linke und rechte Bühnenkanal, bzw. der eine vorhandene Mono-Kanal bespielt wird. Im Gegenzug führt die Wiedergabe einer Mono-Tonspur in Dolby A, bzw. einer Dolby-A-Tonspur in Dolby SR zu teilweise unerwünschten Wiedergabeeffekten, weshalb sich der Filmvorführer in der Vorbereitung einer Filmvorführung sorgsam über das vorliegende Tonformat vergewissern sollte.
Verfügt das Kino nicht über die notwendigen technischen Einrichtungen (Tongeräte und Prozessoren) für die Wiedergabe von Digitalton, oder fällt wegen einer Störung oder zu hoher Fehlerraten der Digitalton aus, kann somit immer noch der Analogton wiedergegeben werden. Je nach Qualität und Zustand der Filmkopie, und abhängig davon, wie hochwertig die Tonanlage des Kinos installiert und gewartet wird, ergeben sich beim Wechsel von analogem zu digitalem Ton bestenfalls kaum bis schlechtestenfalls stark wahrnehmbare Unterschiede in der Wiedergabequalität.
Dolby Stereo findet auch als Dolby Surround Anwendung im Heimbereich. Dieses Verfahren nutzt zwar dieselbe Matrizierungstechnik und dasselbe Kanalschema; zu dessen vollständiger Reproduktion sind aber mit Dolby Surround ProLogic/ProLogic II/x/z ausgestattete Geräte nötig. Das Dolby-A- oder -SR-komprimierte Stereosignal der Filmtonspur wird für die Nutzung in TV/Heimvideo dekodiert. Die Tonspuren dieser Medien sind entweder ihrerseits ausreichend rauschfrei oder nutzen eigene Kompandersysteme.
Die digitale Weiterentwicklung nennt sich Dolby Digital, das auch Einzug in den Heimbereich gefunden hat. Im regulären Kinobetrieb haben alle filmbasierten, gleich ob mit analoger oder digitaler Signalverarbeitung, durch die Digitalisierung der Projektion und der Tonwiedergabe, wie die meisten anderen Komponenten klassischer Kinotechnik, zugunsten unkomprimierten, 24 bit PCM-Tons mit höchstens 16 Kanälen erheblich an Relevanz verloren und spielen allenfalls noch dort eine Rolle, wo Filmkopien archivarisch, museal oder im Rahmen von Wieder- oder Repertoireaufführungen gehandhabt werden.